# Ronald Reis
Ronald Reis (Brasilia, 23 de diciembre de 1991) es un baloncestista brasileño que juega en la posición de pívot. El último equipo para el que actuó fue el Fortaleza Basquete Cearense del Novo Basquete Brasil. Ha representado a su país a nivel internacional.

## Trayectoria
Interesado inicialmente por el fútbol, comenzó a practicar baloncesto a partir de los 14 años. Fue parte del Centro de Iniciação Desportiva pero pasó luego a la academia Lance Livre. En 2008 se incorporó a la Torrejón Basketball Academy de España, regresando a su país como futura promesa del UniCEUB al año siguiente (previa participación en el Nike Global Challenge de 2009). 
Su equipo conseguiría coronarse campeón del Novo Basquete Brasil en 2010 y 2011, pero Reis tuvo una participación limitada en esos torneos. A partir de la temporada 2011-12, con la creación de la Liga de Desenvolvimento de Basquete, el pívot tendría más oportunidades para mejorar su juego. En 2013 fue reconocido como el Jugador Más Eficiente de la LDB, lo que derivó en que terminara por ganarse la titularidad en el UniCEUB, aportando su talento para conquistar la Liga Sudamericana de Baloncesto en 2013 y 2015.
En abril de 2016 lo suspendieron por cuatro años, luego de que un control antidopaje detectara que había consumido una sustancia ilegal. Reis siguió entrenando y jugando con la organización amateur AVABRA, hasta que en enero de 2019 le levantaron el castigo y pudo volver a competir profesionalmente con el Brasilia Basquete, equipo sucesor del UniCEUB. 
Jugó la temporada 2020-21 con el Minas Tenis Clube y, luego de una incorporación fallida al Franca BC, retornó al Brasilia Basquete para disputar la temporada 2021-22.
En agosto de 2022 se unió al Fortaleza Basquete Cearense, pero en marzo del año siguiente fue nuevamente suspendido luego de fallar un control antidopaje.

## Selección nacional
Reis jugó con la selección de baloncesto de Brasil en el Super Desafio de Basquete de 2015.
Retornó al equipo nacional en 2020 para disputar la primera ventana del clasificatorio a la FIBA AmeriCup de 2022.